# Oderberger Straße
Die Oderberger Straße in Berlin-Prenzlauer Berg ist eine Fahrradstraße im Ausgehviertel zwischen Kulturbrauerei und Mauerpark. 1961–1989 lag sie an der Berliner Mauer. Ihre Anwohnerschaft war seit den 1980er Jahren bekannt für vielfältige politische, künstlerische und nachbarschaftliche Initiative. Benannt ist die Straße nach der Stadt Oderberg im Landkreis Barnim.

## Lage
Gut 1,7 Kilometer nördlich des Alexanderplatzes beginnt die Straße an der Kreuzung mit der Schönhauser Allee gegenüber der Kulturbrauerei und führt in nordwestlicher Richtung über die Kastanienallee hinweg zur Schwedter Straße am südlichen Eingang des Mauerparks. Die Hausnummern 1–62 verlaufen in Hufeisenform beginnend an der Schönhauser Allee.

## Straßenbild
Die Bebauung mit fünf- bis sechsgeschossigen Häusern aus der Gründerzeit ist fast vollständig erhalten. Hausnummer 24 steht die 1883 erbaute Feuerwache Prenzlauer Berg. Die Hausnummer 57–59 hat das heutige Hotel und ehemalige Stadtbad Oderberger Straße, 1902 errichtet von Ludwig Hoffmann.
Oderberger Straße und Kastanienallee bilden seit den 1990er Jahren einen Schwerpunkt des Ausgeh- und Nachtlebens in Prenzlauer Berg. Neben überwiegender Gastronomie gibt es einige Bekleidungsgeschäfte und Handwerksbetriebe. In Richtung Schönhauser Allee ist die Straße seit den 1980er Jahren für den Kraftverkehr eine Sackgasse, seit 2022 ist sie auf gesamter Länge eine Fahrradstraße.
Zwei Baumarten prägen die Oderberger Straße: im südöstlichen Teil am Stadtbad stehen zahlreiche Ahornblättrige Platanen (Platanus acerifolia), gepflanzt ab 1958 und bis zu 25 Meter hoch. Zwischen Kastanienallee und Eberswalder Straße steht seit 1947 eine Reihe Echter Rotdorn (Crataegus laevigata Paul’s Scarlet), zum Teil durch jüngere Pflanzungen ersetzt. In den 1990er Jahren legten Anwohner eine umfangreiche Begrünung mit weiteren Bäumen und Hochbeeten an, die bei einem Straßenumbau 2011 dank einer Nachbarschaftsinitiative in großen Teilen erhalten blieb.

## Geschichte
Der Name Oderberger Straße war der erste Name der heutigen Rathausstraße in Berlin-Mitte, die zu den ältesten Straßen der Stadt gehört. Fast 400 Jahre, vom späten 13. bis ins 17. Jahrhundert, führte die Oderberger Straße von der Langen Brücke am heutigen Berliner Schloss zum Oderberger Thor, heute Alexanderplatz.
Das Gebiet der heutigen Oderberger Straße gehörte nach der Separation 1780 zum ausgedehnten Acker tractus des Vorwerks Niederschönhausen. Der Großgrundbesitzer Christian Wilhelm Griebenow kaufte 1823 das Ackerland und legte 1826 die Kastanienallee an, um die Umgebung zu erschließen und aufzuwerten. Der Bau der Oderberger Straße erfolgte in zwei Abschnitten, der Teil westlich der Kastanienallee von 1864–1867, der Ostteil ab Sommer 1884. Beide Male führte der Straßenbau durch das Land der Baumschule Lorberg.

### 1840er bis 1890er: Die Baumschule Lorberg
1845 errichtete der Materialist und Kolonialwarenhändler Gottlob Heinrich Ludwig Lorberg ein Haus an der Schönhauser Allee 152 und war dort ab 1849 als „Besitzer einer Baumschule“ registriert. Lorbergs Spezialität waren Rosengewächse und Obstbäume. Südlich der heutigen Oderberger Straße eröffnete 1854 die Mägdeherberge Marthashof und 1858 die 15. Kommunalschule an der Kastanienallee, gelegen hinter dem heutigen Stadtbad und damals die erste Schule nördlich des Schönhauser Thores. Für einen Ausbau der Schule verkaufte Lorberg 1862 einen Teil seines Baumschulgeländes.

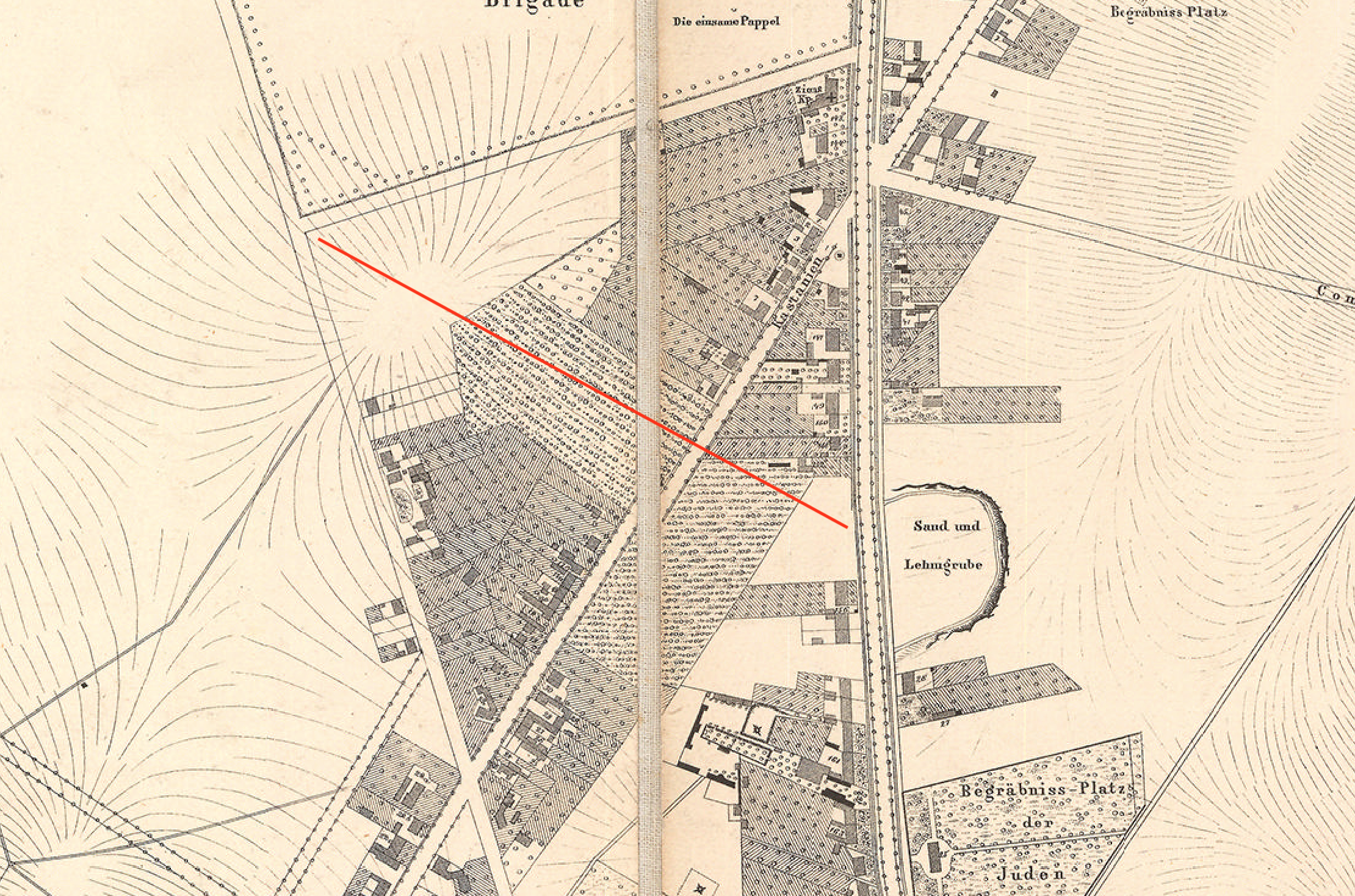
Baumschulen um die spätere Oderberger Straße (rot), 1861

1864 konkretisierten sich die Planungen der Stadtverwaltung für den Bau einer Kanalisation und Verbindungsstraße, die zwischen Kastanienallee und Schwedter Straße quer durch das Gelände der Lorberg’schen Baumschule laufen sollte (Planstraße 55, Abtheilung XI). Max Richard Lorberg verhandelte 1864–65 mit der Stadtverwaltung und verkaufte das neue Straßenland schließlich für 5.000 Thaler. Ein Stück nördlich, am Exerzierplatz, gehörte das Straßenland der Witwe Wilhelm Griebenows, Caroline. 1867 wurde die zu dieser Zeit noch unbewohnte Straße gepflastert. Ihre lichte Weite von neun Ruthen (33,9 Meter) war größer als die meisten neuen Straßen der Umgebung und entsprach der Breite der 1862 angelegten Bernauer Straße. Die Benennung in Oderbergerstraße erfolgte am 17. Oktober 1873.
Obwohl bereits in vielen Plankarten seit den 1860er Jahren verzeichnet, wurde der südöstliche Teil der Oderberger Straße zwischen Kastanienallee und Schönhauser Allee tatsächlich erst 20 Jahre später angelegt. Für den Bau des dortigen Straßendammes traten die Lorbergs erst 1884 gut 2600 Quadratmeter ihres Landes an die Stadtverwaltung ab. Nach der Fertigstellung der Straße 1885 betrieben sie am Ort des späteren Stadtbades bis 1896 ein Kontor und bis 1910 eine Baumschule an der Schwedter Straße nördlich der Ringbahn, 2024 befand sich der Sitz der Baumschule Lorberg in Tremmen im Havelland.

### Bau der Mietshäuser ab 1873
Die ersten größeren Mietshäuser wurden an der Nordseite der Straße Ecke Kastanienallee gebaut. 1874 errichtete dort der Bauunternehmer Hugo Bellien insgesamt sechs Häuser, darunter die heutigen Nummern 8 bis 12. Die Südseite der Straße blieb – mit Ausnahme der Hausnummer 41 (heute Nr. 49) – bis Mitte der 1880er Jahre wenig bebaut. Mit der Verlängerung der Straße bis an die Schönhauser Allee wurde die Hausnummerierung zum Jahr 1887 in die heutige Form geändert. 2024 standen 13 der 55 Mietshäuser unter Denkmalschutz, darunter das Haus Nummer 43, 1889 erbaut von den Architekten Thöns und Schmidtmann.

### 1883:Zugwache 3der Berliner Feuerwehr
Für den Bau der Feuerwache und einer dahinter gelegenen Schule kaufte die Stadt von der Witwe Griebenow 1881 ein knapp zwei Hektar großes Grundstück zwischen Oderberger Straße und Straße 53 (Eberswalder Straße). Dieses Grundstück lag damals etwa zweieinhalb Meter höher als das Straßenland. Für die Nivellierung mussten 35.000 Kubikmeter Lehm abgefahren werden.
Ende 1883 wurde das Gebäude für die Feuerwehr gebaut und Anfang 1885 war die Zugwache 3 in der Oderberger Straße 24 bereits mit einem Löschzug mit drei Gespannen ausgestattet. Direkt hinter der Feuerwache eröffnete 1889 die 117. und 178. Gemeinde-Doppelschule mit Eingang in der Eberswalder Straße. Die Feuerwache Prenzlauer Berg war 2024 die zweitälteste betriebene Feuerwache Berlins.

### 1902: Stadtbad Oderberger Straße

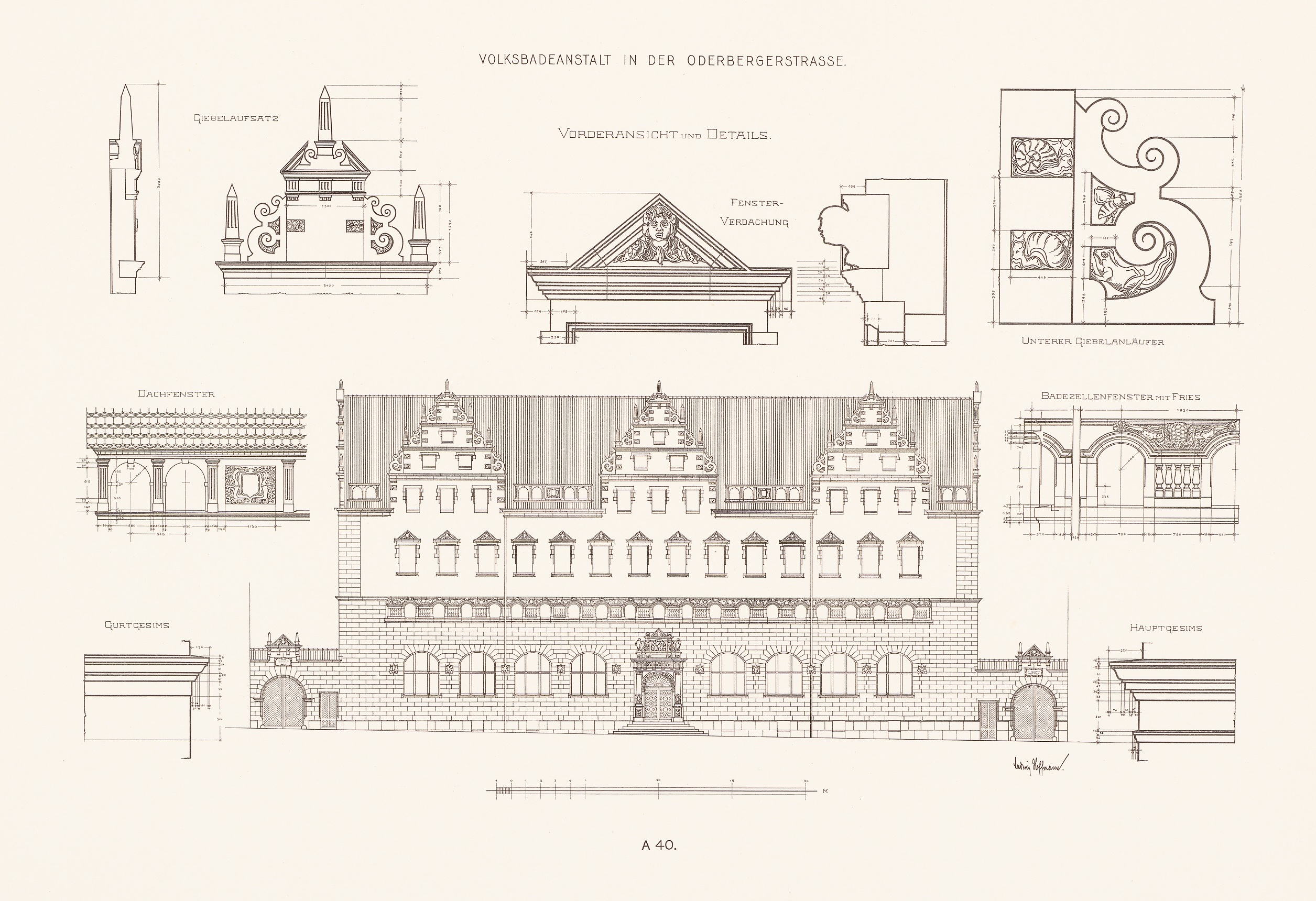
Volksbadeanstalt, 1902

1896 kaufte die Stadt Berlin das letzte verbliebene Gelände der Baumschule Lorberg an der Oderberger Straße 57–59 und errichtete dort bis 1902 das Volksbad in der Oderberger Straße, reich ornamentiert und geschmückt im Stil der Neorenaissance. Architekt war der Stadtbaurat Ludwig Hoffmann. Das Bad war anfangs mit vier Lichthöfen und zusätzlich zum Schwimmbecken mit 60 Wannenbädern und ebenso vielen Brausebädern ausgestattet. In den ersten Jahren besuchten im Durchschnitt 1700 Menschen das Volksbad pro Tag. Unter der Nationalsozialisten wurde das nun Stadtbad genannte Gebäude 1934–1938 umfangreich renoviert, die Lichthöfe wurden dabei überbaut. Von 1986 bis 2016 ruhte der Badebetrieb, und das Haus wurde für Kunst- und Kulturveranstaltungen genutzt. Nach einem Umbau zum Hotel wurde das Schwimmbad ab 2016 privat betrieben.

### 1902: Gemeindeschule Oderberger Straße

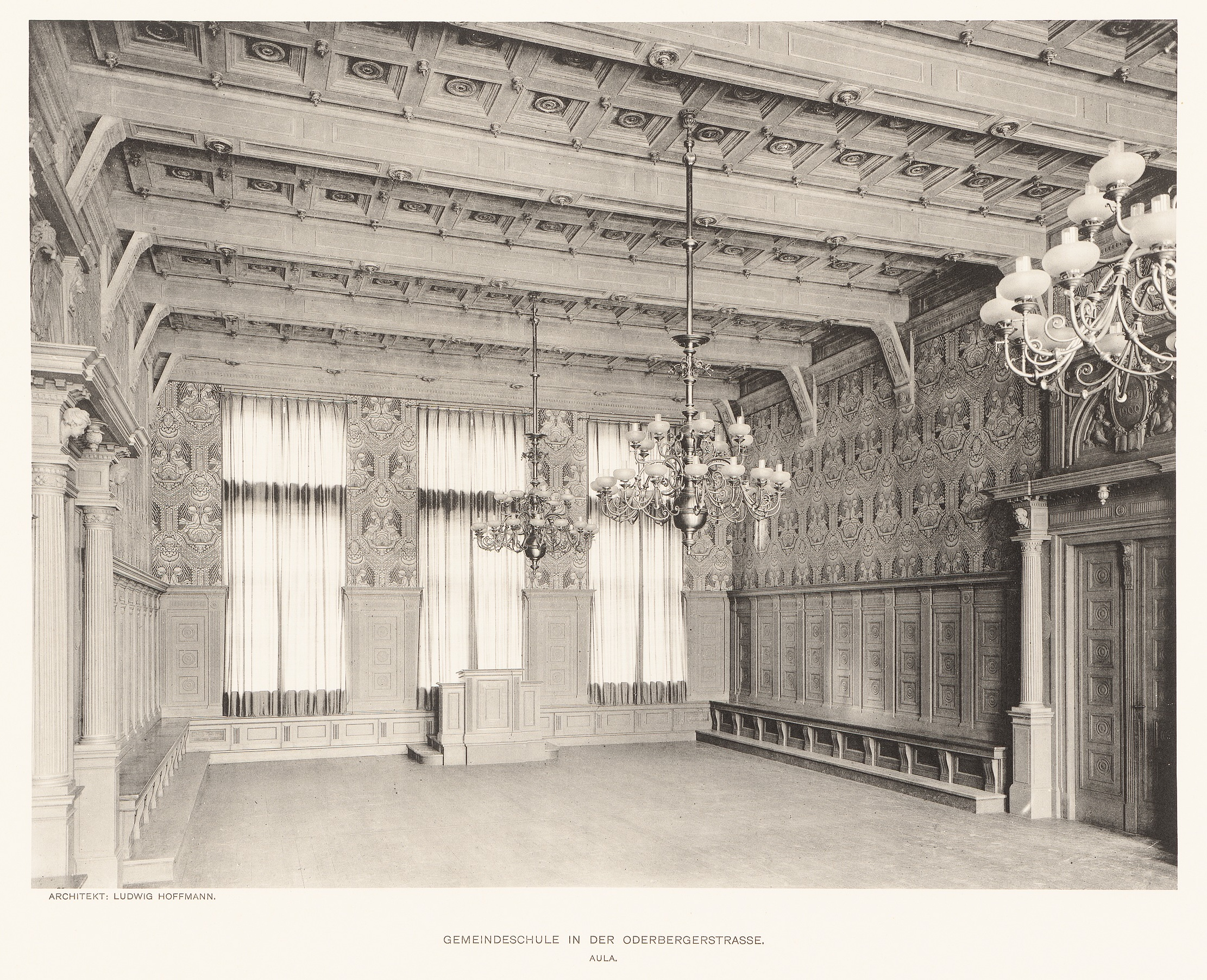
Aula der Gemeindeschule, 1902

Zeitgleich mit dem Bad und direkt dahinter gelegen errichtete die Stadt die 200./214. Doppel-Gemeindeschule mit 31 Klassenzimmern. Architekt war ebenfalls Ludwig Hoffmann. Die Eingangstore für Mädchen und Knaben waren getrennt und befanden sich zu beiden Seiten des Stadtbades in zwei Häuserlücken an der Oderberger Straße. Hoffmann beschrieb die Schulfassade im Hinterhof als „sehr bescheiden gestaltet“, Innen allerdings wurde die Aula im Mittelbau „reicher ausgebildet“, mit Kassettendecke, aufwendigen Holzpaneelen und Wandflächen mit „aufschabloniert gedämpft rotem Teppichmuster.“ Der Mittelbau samt Aula wurde im Zweiten Weltkrieg beschädigt und dann abgerissen. Die erhaltenen Seitenflügel gehörten 2024 zu einer privaten Sprachenschule.

### Zweiter Weltkrieg
Die Oderberger Straße war Ort der ersten größeren Kriegsschäden in Prenzlauer Berg. In der Nacht vom 23. auf den 24. September 1940 traf eine Sprengbombe der Royal Air Force das Haus Oderberger Straße 56 und brachte das Hinterhaus zum Einsturz. Eine unentdeckte Langzeitzünderbombe im Haus detonierte drei Tage später am 27. September und beschädigte auch die Nachbarhäuser Nummer 55, Kastanienallee 90 sowie das Gebäude des Stadtbades. Insgesamt vier Menschen starben, mehr als 300 wurden obdachlos.
Beim ersten Angriff mit Luftminen über Berlin am 1. März 1943 traf eine britische Bombe ein Zwangsarbeiterlager im Hofhaus Oderberger Straße 17 / Kastanienallee 12 am späteren Hirschhof. Dabei wurden zwei Insassen getötet und 46 verletzt. Direkte Bombentreffer zerstörten das Eckhaus Nummer 1 zur Schönhauser Allee, außerdem wurden beide Gebäude der Gemeindeschulen, sowohl hinter der Feuerwache als auch hinter dem Stadtbad, beschädigt. Insgesamt blieben die Kriegsschäden in der Oderberger Straße aber relativ gering. 1951 sollte auf dem Grundstück Oderberger Straße 1 eine Grünfläche angelegt werden, 1957 entstand dort ein großes Wohn- und Geschäftshaus im Stil des Sozialistischen Klassizismus.

### In der Sackgasse: Berliner Mauer 1961–1989

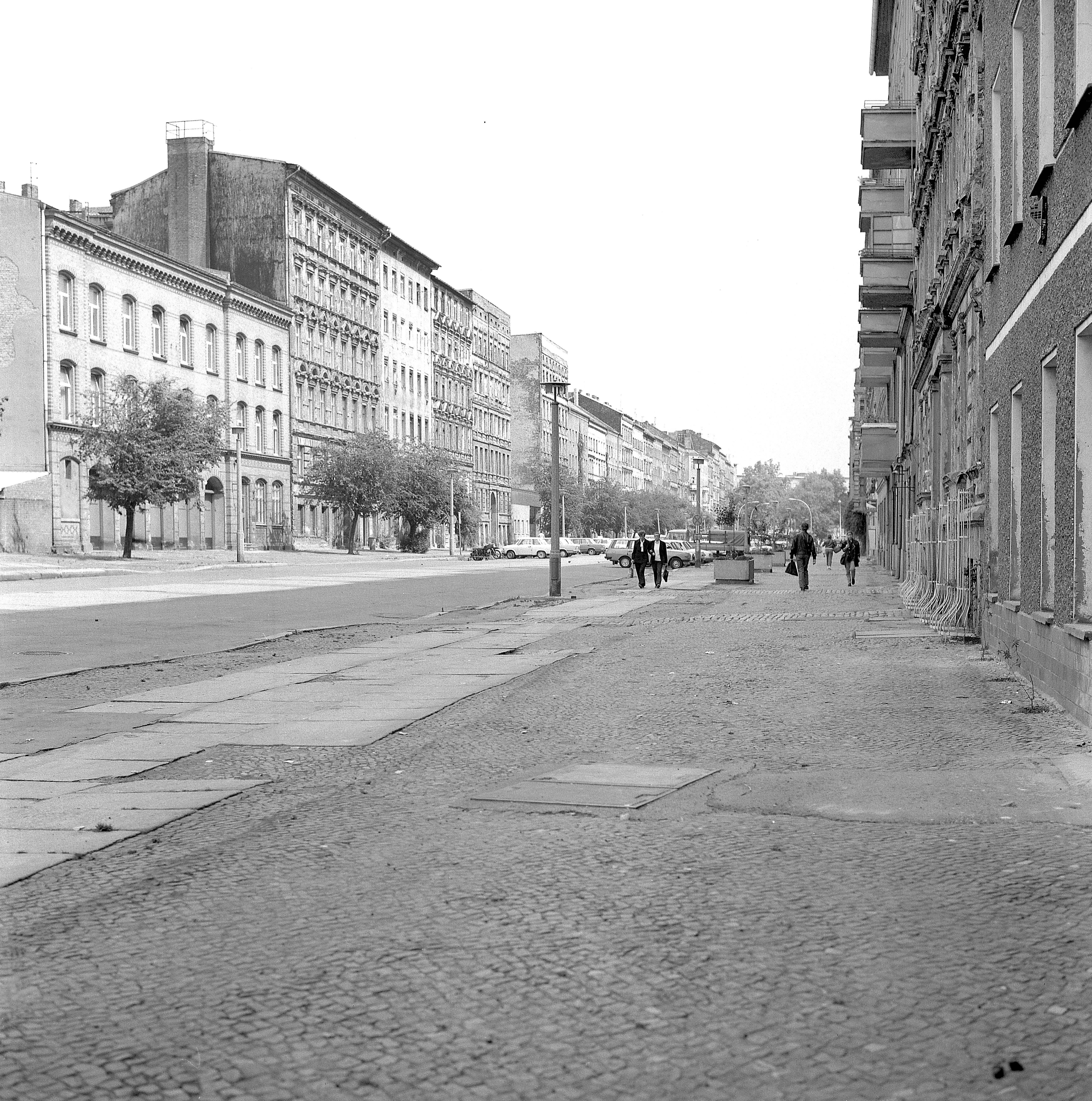
Die Oderberger Straße im Jahr 1986

Mit der Berliner Teilung lag die Oderberger Straße im Grenzgebiet zu West-Berlin. 1961 baute die DDR die Grenzmauer entlang der Bernauer Ecke Schwedter Straße und die sogenannte Hinterlandmauer querte das nordwestliche Ende der Oderberger Straße. Sie wurde zur Sackgasse und war nur über die Gehwege mit der Schwedter- und Eberswalder Straße verbunden. Vom Straßenland aus zu sehen war eine auf West-Berliner Seite stehende Aussichtsplattform auf der Bernauer Straße.
In den späten 1960er Jahren vergab die Kommunale Wohnungsverwaltung Kontingente in der Oderberger Straße an die Humboldt-Universität und die Komische Oper Berlin. Zahlreiche junge Menschen mit akademischem und künstlerischem Umfeld zogen in die heruntergekommenen Wohnungen, um sie im Rahmen der Masseninitiative Schöner unsere Städte und Gemeinden in Eigenarbeit zu renovieren.
Das Ministerium für Staatssicherheit (Stasi) betrieb in der Straße insgesamt sechs Konspirative Wohnungen. Im Haus Eberswalder Ecke Oderberger Straße 31 wurde ab 1978 im vierten Stock eine Wohnung zur Überwachung des Grenzstreifens ausgestattet. Neben Film- und Fotoapparaten gab es dort eine Kabelverbindung zu Abhör-Mikrofonen an der Aussichtsplattform Bernauer Straße. Die letzte Konspirative Wohnung in der Oderberger Straße richtete die Stasi im März 1987 im rechten Seitenflügel der Nummer 45 ein, um die im Haus wohnende Regisseurin Freya Klier und den Liedermacher Stephan Krawczyk zu überwachen.

#### 1982–1989: Bürgerbewegung auf dem Hirschhof
1982 schlossen sich Anwohner zusammen, um mehrere Höfe – gelegen zwischen der Oderberger Straße 15 und der Hofbühne des Berliner Praters – zu begrünen und sie 1984 als Kieztreffpunkt auszubauen. Unter Mitwirkung von Bernd Holtfreter erhielten die Anwohner regelmäßig Genehmigungen für Veranstaltungen, da sie die Zustimmung des örtlichen Wohnbezirksausschusses der Nationalen Front hatten – ein für die DDR damals äußerst ungewöhnlicher Vorgang. Die Anwohner übernahmen schließlich den Vorsitz im Wohnbezirksausschuss und der Hirschhof entwickelte sich zu einem Treffpunkt für DDR-Oppositionelle. Es gab Feste, Kunstausstellungen, Theater und Konzerte. 1989 protestierte der Wohnbezirksausschuss erfolgreich gegen Pläne für einen Flächenabriss und eine Neubebauung der Oderberger Straße. Auf einer Veranstaltung des Ausschusses nahm DDR-Chefarchitekt Roland Korn entsprechende Pläne zurück.
Der Hirschhof war 2024 in Privatbesitz, unmittelbar westlich angrenzend lag ein öffentlicher Kinderspielplatz samt Nachbarschaftshaus, genannt Neuer Hirschhof.

### Nach 1990
Nach der politischen Wende wurde die Oderberger Straße zu einem beliebten Wohngebiet. Die überfällige Sanierung der Gebäude führte zu steigenden Mieten, doch die Sozialstruktur der Straße blieb teilweise erhalten. Zahlreiche Gastronomie siedelte sich an. In der Oderberger Straße 2 betrieb Wolfgang Krause von 1991–2014 das o zwei, eine Kunstgalerie, in der auch spätere Berühmtheiten wie Elke Erb oder Durs Grünbein auftraten. Seit 1999 besitzt der Verein Straßenfeger. e.V. in der Oderberger Straße 12 ein Wohnhaus und betreibt dort eine Kantine für obdachlose Menschen.
Neben dem Stadtbad errichtete eine Baugruppe von Architekten 2010 das Wohn- und Geschäftshaus Oderberger Straße 56, das sich durch eine außergewöhnlich komplexe und kleinteilige Innengestaltung auszeichnet. Das Projekt gewann 2012 den Deutschen Bauherrenpreis.

## Persönlichkeiten
- Dietrich Bonhoeffer (1906–1945), Theologe, wohnte 1932 in der Oderberger Straße 61
- Roland Gawlik (* 1944), Tänzer und Choreograph, wohnte um 1980 in der Oderberger Straße
- Richard Pietraß (* 1946), Lyriker, wohnte 1976–1993 in der Oderberger Straße 18
- Freya Klier (* 1950), Autorin, lebte 1978–1988 in der Oderberger Straße 45
- Steffi Scherzer (* 1957), Primaballerina, wohnte um 1980 in der Oderberger Straße
- David Wagner (* 1971), Schriftsteller, lebt in der Oderberger Straße

## Filme
- Meine Oderberger Straße. Dokumentation des rbb, Film von Freya Klier und Nadja Klier, 45 min, Erstausstrahlung am 2. Juni 2015.